# Мицко Кръстев
Мицко Кръстев Павловски, известен и като Мицко Поречки (на сръбски: Мицко Крстић Требинец), e сърбомански войвода и пропаганден агитатор на Сръбската въоръжена пропаганда в Македония.

## Биография
Смята се, че Мицко е роден около 1855 година (или в 1858) в кичевското село Латово. Самият той твърди, че е от село Требино, а по-късно семейството му се е преселило в Латово. Баща му го изпраща в Скопие да учи за самарджия., а след това отива в Турну Северин. След инцидент с баща му, който бил унизен от местен турски бег, Мицко решава да се бори срещу османската власт. През 1876 година се записва доброволец в Сръбско-турската война, а след това участва и в боевете на сръбските части в Руско-турската война. След войната се завръща със свои другари в Македония. През лятото на 1878 година е в четата на Стефан Петревски Угриновски, с която убива разбойника Джемо. След Берлинския конгрес се включва в локални четнически действия срещу турските сили в района, известни като Демирхисарски заговор.
След разгрома на четите е заловен от турците в началото на 1882 година. Според Коста Църнушанов Мицко се е криел в Беличката планина, но е открит от турски сили и обсаден. Мицко се предава, след обещание от водача на потерята, че ще му се прости.
Осъден е на 101 години заточение. Лежи в затворите в Битоля и Солун, където продължава да бъде под влиянието на сръбската пропаганда и учи сръбско четмо и писмо. През 1896 година в затвора в Битоля Йордан Гавазов, Стоян Лазов и Дончо Щипянчето от ВМОРО намушкват с ками няколко пъти Мицко Кръстев за непристойното му поведение, след което Мицко окончателно минава в услуга на сръбската пропаганда в Македония.
През 1897 година във връзка с Гръцко-турската война, София успяла да издейства политическа амнистия за българските затворници, но Мицко отказва да се възползва от тази възможност. В 1901 година в битолския затвор е вкаран и Даме Груев, който се сприятелява с Мицко и прави неуспешен опит да го привлече във ВМОРО. Даме Груев си спомня:
| „ | Мицко, родом от с. Латово, Кичевско. Той е бил осъден като въстаник от 1881 г. и бе пролежал дотогава цели 19 години в затвора. Често се срещахме. Мицко е бил сърбоманин. Аз се опитах да въздействам върху него и той, когато бе пуснат, дори ми обеща да влезе в нашите чети, но не го направи, види се под влиянието на сръбския консул или на сръбските учители. | “ |

Мицко е освободен през 1901 година след намесата на сръбският консул Михайло Ристич в Битоля. След 20 години затвор Мицко е с ограничени права на придвижване и от 1901 до 1904 година живее в Битоля на разноски на сръбското консулство.
На 18 април 1904 година с помощта на сръбското консулство е организирано бягството му. Мицко заминава за Поречието, където организира първата сръбска въоръжена чета в Македония. Скоро тя е разкрита от ВМОРО и той поисква инструкции от страна на Белград. Указанията са да се избягват преки сблъсъци, докато сърбоманите се укрепят в района. През август 1904 година войводата Георги Сугарев започва да преследва четата на Мицко, а за подкрепление е изпратен и войводата Петър Ацев. След това на място с четата си пристига и Даме Груев. Сборната чета се разполага в село Слатино.
След като разкрива разположението им, Мицко незабавно уведомява османските власти и турски части обграждат селото, като атакуват четите на ВМОРО. След изненадващата атака четите са разпръснати и напускат селото, а Мицко разбира, че Даме Груев е ранен и се крие в него. В резултат Груев е пленен от Мицко и е държан като заложник един месец. Той е освободен след заплаха на ВМОРО и намесата на сръбския консул. Малко след това Мицко изпада в немилост пред сръбските власти, след като започва да разбойничества из района. Същевременно се появяват нови сръбски чети начело с Глигор Соколов, Йован Бабунски и други. Сръбският четнически щаб решава при тази ситуация да подмени Мицко, а той е прехвърлен Сърбия и е интерниран в Крагуевац. По време на престоя му в Сърбия османската легация в Белград предлага Мицко да бъде върнат в Македония и да бъде назначен на служба в османската полиция, но тази възможност е отхвърлена от Хюсеин Хилми паша.
След Младотурската революция от 1908 година Мицко се връща в Поречието. През 1909 година младотурците предприемат репресии и на 13 октомври в село Ижища той е ликвидиран. Според разследването на турската власт неговото убийство било извършено от българския войвода Блаже Биринчето, но след като не били открити никакви доказателства, скалъпеното следствие било прекратено.